# Dmitri Filippowitsch Zaplin
Dmitri Filippowitsch Zaplin (russisch Дмитрий Филиппович Цаплин; * 8. Februarjul. / 20. Februar 1890greg. im Dorf Wysselki, Ujesd Balaschow; † 25. November 1967 in Moskau) war ein russisch-sowjetischer Bildhauer.

## Leben
Zaplin stammte als viertes von elf Kindern aus einer armen Bauernfamilie. Er war Soldat im Ersten Weltkrieg. Er studierte nach der Oktoberrevolution ein Jahr lang in Saratow bei Anton Lawinski an den Höheren Staatlichen Kunstwerkstätten, die 1919 aus der Saratower Kunstschule entstanden waren. Ab 1920 beteiligte sich Zaplin an Ausstellungen. Seine erste eigene Ausstellung fand 1925 in Saratow statt.
Ab 1925 lebte Zaplin in Moskau. Er beteiligte sich an den Ausstellungen der Assoziation der Künstler des Revolutionären Russlands (AChRR) und der Gesellschaft der Russischen Bildhauer (ORS). Nach seiner zweiten eigenen Ausstellung im Haus der Literaten schickte ihn der Volkskommissar für Bildung der RSFSR Anatoli Lunatscharski 1927 zur Fortbildung ins Ausland.
Zaplin ließ sich in Paris nieder. Er kam mit Pablo Picasso und Ossip Zadkine zusammen. Zaplin lernte den Bildhauer Boris Schaljapin kennen und dann auch dessen Vater Fjodor Schaljapin, dessen Büste er anfertigte (jetzt im Saratower Radischtschew-Kunstmuseum). Nach dem Besuch des Ateliers Zaplins entschied sich Irina Witman, Künstlerin zu werden. In Paris wurde er auch mit der Sängerin, Schauspielerin und Dichterin Tatjana Leschtschenko-Suchomlina (1903–1998) bekannt, die mit dem US-Amerikaner Bejamin Pepper (Mitarbeiter des Joint Distribution Committee) verheiratet war und nun Zaplins Frau wurde und die Tochter Wera bekam.

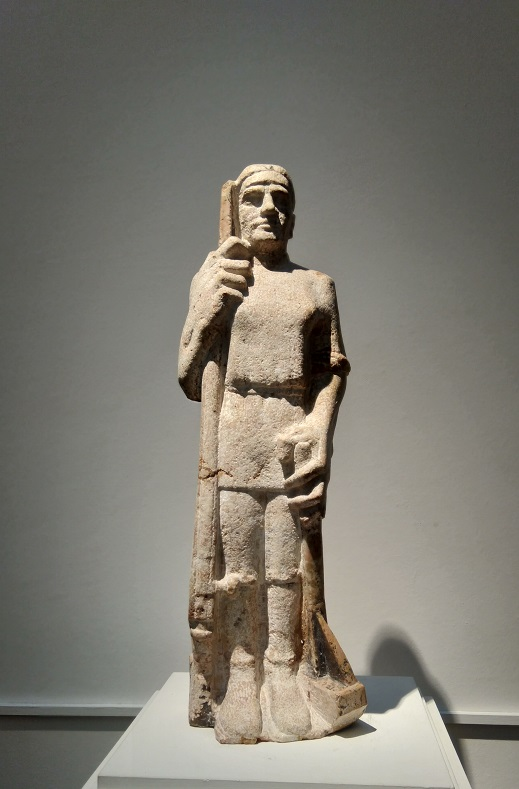
Verteidigung und Arbeit (1933–1934, Tretjakow-Galerie)

Zaplin zog mit seiner Familie auf die Insel Mallorca, wo er hart arbeitete und sich von der katalanischen Bildhauerei beeinflussen ließ. Er stellte seine Werke in Paris, Barcelona, Madrid und London aus. Trotz der großen Nachfrage verkaufte er seine Skulpturen nicht ins Ausland, um sie zurück in seine sowjetische Heimat bringen zu können.
1935 kehrte Zaplin nach Moskau zurück. Nach drei Jahren erhielt er  eine Wohnung in der Twerskaja-Straße und einen Atelierraum unter einer Werkstatt im Hinterhof des Warenhauses GUM. Dort besuchten ihn seine Freunde Wladimir Tatlin, Alexander Tyschler und Robert Falk sowie viele junge Schriftsteller und Künstler.

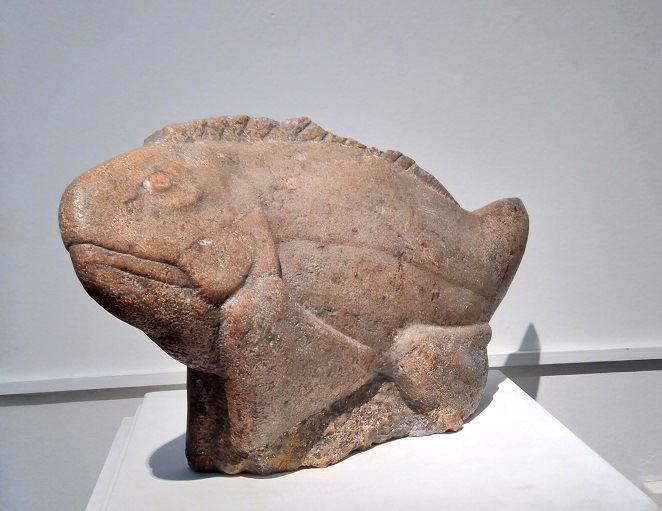
Fisch (Anfang der 1950er Jahre, Tretjakow-Galerie)

In der sowjetischen Presse wurde Zaplin des Formalismus bezichtigt (vergl. Formalismusstreit), so dass er keine Aufträge erhielt und nicht zu Ausstellungen zugelassen wurde. Er wandte sich nun den Tierdarstellungen zu. Er blieb ein Einzelgänger und pflegte nicht die Beziehungen zu etablierten Künstlern und Hochschullehrern. Er verkaufte nur wenige seiner Werke, weil er außergewöhnlich hohe Preise verlangte, um sich nicht von ihnen trennen zu müssen.
Zaplin starb am 25. November 1967 in Moskau und wurde auf dem Donskoi-Friedhof begraben.
Nach Zaplins Tod und wieder nach dem Tod seiner Tochter gingen viele seiner Werke verloren bzw. wurden gestohlen, so dass die Erben langwierige Gerichtsprozesse führten. Werke Zaplins befinden sich in der Tretjakow-Galerie, im Russischen Museum, im Moskauer Bachruschin-Theatermuseum,  im Moskauer Majakowski-Museum, im Moskauer Schukowski-Museum, im Kunstmuseum Nukus sowie in Museen in Wladikawkas, Chabarowsk, Jekaterinburg, Nischni Tagil, Astrachan, Barnaul, Perm, Nowosibirsk, Kursk, Kostroma, Twer, Petrosawodsk, Bischkek, Sumy, Uschhorod, Lemberg, Riga und Saratow.